# Динамо (хоккейный клуб, Минск)
«Дина́мо» (бел. ХК «Дына́ма-Мінск», полн. наз. юридического лица Закрытое акционерное общество «Хоккейный клуб Динамо-Минск») — белорусская команда по хоккею с шайбой из Минска.
Клуб основан в 1948 году. Выступал в чемпионатах БССР и СССР. В высшей лиге чемпионата СССР провёл 5 сезонов, лучший результат — 10 место в чемпионате 1989/90 годов. В 1993 году был переименован в «Тивали», который прекратил существование в 2000 году. В 2003 году клуб возрождён под брендом «Динамо», выступал в чемпионате Беларуси, завоевал полный комплект наград и Кубок страны.
С 2008 года представляет Беларусь в чемпионате Континентальной хоккейной лиги, девять раз выходил в плей-офф Кубка Гагарина.
Генеральным спонсором выступает госпредприятие «Газпром экспорт», генеральным партнёром — «Мозырский НПЗ».

## История

### Минские команды в чемпионате СССР (1947—1976 годы)
Впервые на союзной арене минская команда появилась в сезоне 1947/48 — в классе «B» дебютировало «Торпедо», занявшее последнее место. В следующем году минская команда представляла уже спортивное общество «Спартак». В 1950 году «Спартак» добился права выступать в классе «A», где провёл следующие три сезона, после чего прекратил существование. За время выступлений команда ни одного матча не провела в Минске и одержала лишь одну победу в чемпионате 1952/53 годов и две победы в последующем турнире за 10—17 места. В 1955—1964 годах в классе «В» играли, сменяя друг друга, минские команды «Буревестник», «Красное знамя», «Труд». После реформирования чемпионата в 1964 году во второй группе класса «А» выступала команда «Вымпел».
С 1965 года главной белорусской командой становится «Торпедо». Команда была составлена в основном из опытных приезжих игроков, что позволило в первом же сезоне пробиться в элитный дивизион. Однако в элите «Торпедо» заняло последнее, 12-е место и оспаривало в переходном турнире своё право выступать в следующем сезоне в группе сильнейших. Там команда заняла второе место и вылетела во вторую группу. В дальнейшем результаты команды только ухудшались. В 1969—1973 годах команда выступала в первой группе класса «А», ставшей к тому времени вторым дивизионом, с каждым годом опускаясь всё ниже. Весной 1973-го, финишировав предпоследними, автозаводцы опустились во вторую группу, где провели ещё три сезона.
Минская хоккейная команда «Динамо» была сформирована в 1948 году. В течение нескольких лет она участвовала в любительских чемпионатах БССР. В сезоне 1950/1951 «Динамо» стало бронзовым призёром первенства республики, в сезоне-1968/69 — серебряным, и дважды — в сезонах-1967/68 и 1969/70 — становилось чемпионом БССР. В 1972 году динамовцы финишировали третьими, но бронзу не получили: места на пьедестале тогда разыгрывали белорусские команды, выступавшие в классе «Б» всесоюзного первенства. Постепенно команда стала сдавать позиции. По итогам чемпионата БССР 1974/75 «бело-голубые» оказались шестыми, после чего прекратили выступления на республиканской арене.

### «Динамо» в чемпионате СССР (1976—1992 годы)
Летом 1976 года минское «Торпедо», выступавшее к тому времени в западной зоне второй группы класса «А» (третий по силе дивизион чемпионата СССР), перешло под юрисдикцию ФСО «Динамо». Спортивное общество, учреждённое силовыми ведомствами, создало условия для иногородних игроков, решило многие жилищные и материальные вопросы, наладило связи с московскими одноклубниками. Команду возглавил авторитетный новосибирский специалист Виталий Стаин, которому помогал бывший голкипер «Торпедо» Юрий Никонов. Хорошим подспорьем для будущего «Динамо» стал крытый каток в парке Горького, построенный в 1976 году. На базе катка была создана СДЮШОР «Юность», воспитанники которой впоследствии составили костяк «Динамо».
Уже в год дебюта «Динамо» завоевало путёвку в первую группу чемпионата СССР, а через три сезона, в 1980 году, добилось выхода в высшую лигу. В высшей лиге команда закрепиться не смогла и, заняв последнее 12 место, вылетела в класс «А». В 1982 и 1983 годах «Динамо» участвовало в переходных турнирах за право играть в высшей лиге, однако пробиться туда не смогло.
Возвращение в элиту советского хоккея состоялось в 1988 году, когда новое поколение воспитанников «Юности» во главе с Владимиром Крикуновым смогло наконец преодолеть барьер переходного турнира. Лучшего результата в чемпионатах СССР «Динамо» добилось в сезоне 1989/1990 годов, когда единственный раз в своей истории команде удалось провести второй этап розыгрыша чемпионата высшей лиги в десятке сильнейших команд. Хоккеисты, игравшие в конце 1980-х годов в составе «Динамо» впоследствии составили основу сборной Беларуси, в сборную СССР вызывались Юрий Кривохижа и Андрей Ковалёв.

### «Тивали» (1992—2000 годы)
В начале 1990-х годов из-за финансовых проблем от хоккейного подразделения отказалось спортивное общество «Динамо», команда перешла в частные руки и весной 1993 года была переименована в «Тивали». Клуб четырежды становился чемпионом Беларуси, дважды серебряным и один раз бронзовым призёром. Помимо чемпионата Беларуси «Тивали» в 1992—1996 годах выступал в розыгрышах МХЛ, а после её расформирования в ВЕХЛ. В 1994 и 1995 годах команда доходила до финалов Кубка европейских чемпионов и занимала там соответственно пятое и седьмое места. В первой половине 1990-х годов «Тивали» был базовым клубом белорусской сборной, в его составе выступали многие известные белорусские игроки. Команда была расформирована после чемпионского сезона 1999/2000.

### Возрождение команды (2003—2007 годы)
В 2003 году председатель белорусской федерации хоккея Владимир Наумов, являющийся одновременно главой МВД, решил возродить динамовский клуб. Учредителями команды выступили силовые ведомства Беларуси, спонсорскую помощь оказали предприятия Минской области. Возглавил команду словацкий специалист Юлиус Шуплер. Первый матч в чемпионатах Беларуси возрождённое «Динамо» провело 10 сентября 2003 года на выезде с «Витебском» и добилось победы со счётом 2:1. Первую шайбу в составе «бело-голубых» в чемпионатах Беларуси забросил защитник Ярослав Маслеников.
Первоначально состав формировался преимущественно из молодых белорусских игроков. Однако, после того как в сезоне 2004/05 команда заняла только девятое место в чемпионате и не попала в плей-офф, принцип формирования состава изменился: были заключены контракты с опытными хоккеистами многие из которых защищали цвета сборной Беларуси. Возглавил команду словак Любомир Покович. Под его руководством динамовцы дважды выигрывала Кубок Беларуси и заняли второе место в чемпионате 2005/06. В январе 2007 года словацкий тренер был неожиданно уволен, а сменивший его Эдуард Занковец привёл «Динамо» к золоту.

### «Динамо» в КХЛ (с 2008)
После того как 26 марта 2008 года было подтверждено участие белорусского клуба в чемпионате Континентальной хоккейной лиги, началось формирование новой команды. В числе популярных вариантов названия, помимо «Динамо», фигурировали «Партизан» и «Минские зубры», однако руководство ФХРБ остановилось на традиционном бренде. В порядке исключения, до введения в строй 15-тысячной «Минск-Арены», КХЛ разрешила «Динамо» проводить домашние матчи в минском Дворце спорта (3311 зрителей).
После неудачных переговоров с Джоном Пэддоком и Уэйном Флемингом главным тренером команды стал канадец Пол Гарднер, которого ещё до старта чемпионата сменил американец Джим Хьюз. После того, как «Динамо» в товарищеском матче проиграло минскому «Керамину», последний стал фарм-клубом команды КХЛ. Старт в чемпионате получился провальным — после 12 туров команда оказалась на предпоследнем месте. 1 октября был освобождён от занимаемой должности генеральный директор Владимир Гончаров[уточнить], а 15 октября, после очередного крупного поражения, был уволен и Джим Хьюз. Новым главным тренером стал Василий Спиридонов, прежде работавший с бобруйским «Шинником». Ему не удалось выправить положение, и по итогам регулярного сезона 2008/09 команда заняла лишь 22-е место.
Весной 2009 года «Динамо» возглавил канадец Глен Хэнлон, до этого успешно руководивший сборной Беларуси. Комплектование команды в межсезонье велось более тщательно, однако по-прежнему ставка делалась на легионеров. Самыми громкими приобретениями стали игроки сборной Финляндии Осси Вяанянен и Вилле Пелтонен, а также вратарь сборной Беларуси Андрей Мезин. Фарм-клубом стал созданный в Солигорске ХК «Шахтёр».
Сезон 2009/2010 годов получился похожим на предыдущий: после неудовлетворительных результатов на старте сезона тренерский штаб был отправлен в отставку. Команду доверили наставнику «Гомеля» Александру Андриевскому, однако смена рулевого вновь не помогла — команда опять не попала в плей-офф, заняв 11-е место в западной конференции и 17-е в чемпионате. Положительным моментом сезона стала новогодняя победа в старейшем клубном турнире Европы — Кубке Шпенглера. С середины января 2010 года «Динамо» стало проводить домашние матчи на «Минск-Арене».
Сезон 2010/2011 для «Динамо-Минск» стал наиболее успешным за все время выступления в КХЛ. Команду возглавил чешский специалист Марек Сикора, покинувший екатеринбуржский «Автомобилист». Пан Марек считается одним из самых успешных тренеров КХЛ. На его счету финал с магнитогорским «Металлургом» и выход в плей-офф с новичком сезона 2009/2010 — «Автомобилистом». Ключевым приобретением стал приход целой тройки из «Барыса»: Спиридонов — Штумпел — Глазачев. Также клуб пополнили вратарь Роберт Эш и обладатель Кубка Стэнли Петр Сикора. Обновлённый состав команды не только сумел выйти в плей-офф, но едва не устроил настоящую сенсацию, уступив лишь в решающем, седьмом, матче первого раунда победителю Западной конференции ярославскому «Локомотиву». К клубным достижениям сезона 2010/2011 можно отнести и то, что «Динамо-Минск» стало самой посещаемой командой КХЛ и третьей по посещаемости в Европе. В решающих играх пятнадцатитысячные трибуны Минск-Арены заполнялись до отказа.
Подготовку к сезону 2011/2012 «Динамо» начало с тренировочного сбора и турнира Vallée de Joux в Швейцарии, где минчане стали третьими, продолжило в Риге на Кубке ЛЖД, заняв четвёртое место, а завершило на Открытом Кубке Донбасса, выиграв серебро турнира. К старту чемпионата «Динамо» подошло с обновлённым составом. Среди приобретений хоккейного клуба особо выделялись опытные Лукаш Крайчек, Йере Каралахти, Ярослав Обшут, Збынек Иргл, финский нападающий Теему Лайне, результативный экс-торпедовец Шарль Лингле, также были подписаны контракты с четырьмя молодыми белорусскими игроками: Александром Китаровым, Анатолием Протасеней, Александром Павловичем и Олегом Горошко. В первом матче чемпионата «Динамо» должно было встретиться с ярославским «Локомотивом», однако матч не состоялся по причине гибели «Локомотива» в авиакатастрофе. Среди погибших оказались и три белоруса — Руслан Салей, Сергей Остапчук и тренер Николай Кривоносов, в своё время трудившийся в минском «Динамо».
В январе 2012 года клуб подписал контракт со словацким нападающим Ладиславом Надем. Также в команду пришли молодые белорусские хоккеисты Илья Казнадей и Сергей Дудко. По ходу сезона были продлены контракты с защитниками Йере Каралахти и Лукашем Крайчеком. В итоге «зубры» финишировали на 6-м месте в конференции и в четвертьфинале плей-офф встретились с московским «Динамо». Однако пройти дальше первого раунда вновь не получилось — серия была проиграна со счётом 0-4. После этого главный тренер Марек Сикора объявил о завершении карьеры.
В начале сезона 2012/2013 команду возглавил финский специалист Кари Хейккиля. Однако результаты оказались плачевны: команда шла в конце таблицы конференции. В итоге Хейккиля был уволен. «Динамо» вновь возглавил Александр Андриевский. Эта пертурбация, по сути, возрождает команду: в начале февраля «Динамо» поднялось на 7 место в конференции. Хотя в концовке регулярного чемпионата белорусская команда все же упустила путёвку в плей-офф.
В сезоне 2013/14 динамовцы существенно обновили и омолодили состав, сделав ставку на белорусских игроков. На результате это отразилось негативно. Команда откатилась на последнее место в Западной конференции. После серии неудач был снят с должности Александр Андриевский. Его место, сначала в качестве «исполняющего обязанности», а затем и в роли главного тренера, занял ассистент Любомир Покович. Существенно поправить дела в регулярном чемпионате ему не удалось, зато в Кубке Надежды (утешительном турнире для команд, которые не попали в плей-офф) «зубры» выступили успешнее, нежели год назад. Последовательно выбив из борьбы «Слован», «Атлант» и «Северсталь», динамовцы пробились в финал. И лишь в противостоянии с маститым «Авангардом» уступили.
Сезон 2014/15 в роли главного тренера начал словацкий специалист Любомир Покович. Летом команда серьёзно усилилась: были подписаны легионеры Райан Веске, Пол Щехура, Ник Бэйлен, Иван Шварны, Джонатан Чичу, также вернулись уже игравшие в «Динамо» Шарль Лингле и Александр Кулаков. Благодаря этому команда впервые за время выступления в КХЛ добралась до отметки в 100 очков в регулярном чемпионате и финишировала на пятой позиции в Западной конференции. Однако в плей-офф «зубрам» достался крепкий финский «Йокерит», и первый раунд вновь оказался проигран — 1:4 в серии.
По ходу следующего сезона 2015/16 Любомир Покович покинул пост главного тренера (причины он не называл, но, по одной из версий, на тренера пытались оказывать давление и вмешиваться в его работу). Исполняющим обязанности, а после и главным тренером стал Андрей Ковалёв: «Динамо», финишировав на 9-й позиции, в плей-офф не вышло.
По окончании чемпионата Ковалёв ушёл с поста главкома. В сезоне 2016/17 главным тренером стал помощник рулевого национальной сборной Беларуси Крэйг Вудкрофт. Вместе с ним пришли североамериканские и европейские специалисты Рон Паско, Роб Дэвисон и Кристиан Скарфаген. Комплектование команды также претерпело значительные изменения. Минскую команду покинули вратари Джефф Гласс и Дмитрий Мильчаков (последний ещё в ходе предсезонной подготовки), защитники Олег Горошко, Евгений Ногачёв, Райан Гундерсон, Иван Усенко и Андрей Филичкин, нападающие Джонатан Чичу, Райан Веске, Алексей Калюжный, Пол Щехура, Константин Кольцов, Дмитрий Мелешко, Андрей Михалёв и Дмитрий Буйницкий. Кроме того, по ходу чемпионата «Динамо» рассталось с защитниками Лукашем Крайчеком и Ником Бэйленом, нападающим Шарлем Лингле. Качество новобранцев не позволило усомниться, что по сравнению с составом 2015/16 состав укрепился. Вратарь Бен Скривенс стал самым популярным хоккеистом команды, защитник Марк-Андре Граньяни установил клубный рекорд по результативности среди игроков своего амплуа (4+35), в атаку отлично вписались Роб Клинкхаммер и пополнившие динамовские ряды перед декабрьским дедлайном Фредрик Петтерссон и Аарон Палушай. Единственной неудачей на легионерском направлении стало подписание нападающего Давида Улльстрема, получившего две тяжёлые травмы, сыгравшего всего три матча и досрочно покинувшего команду. Белорусская составляющая «Динамо» усилилась количественно и качественно за счёт ряда игроков сборной Беларуси. Защиту пополнили Дмитрий Коробов, Роман Граборенко, Кирилл Готовец, Кристиан Хенкель, атаку — Сергей Костицын, Евгений Ковыршин, Андрей Стась, Александр Китаров, Артём Волков, Дмитрий Амброжейчик и Станислав Лопачук.
Начало чемпионата для динамовцев сдвинулось в связи с проведением в сентябре Олимпийской квалификации в Минске и команде пришлось нагонять соперников. Тем не менее практически с самого начала и до конца регулярного первенства «зубры» находились в зоне плей-офф, досрочно оформив путёвку в нокаут-раунд и побив ряд клубных рекордов. Так, они впервые набрали 105 очков в гладком чемпионате и заняли восьмое место в общей турнирной таблице КХЛ. Также «зубры» вернули себе статус самой популярной команды Континентальной хоккейной лиги, собирая на домашних матчах в среднем более 13 000 зрителей. Всего за сезон поединки на «Минск-Арене» посетило более 400 000 болельщиков. Но в плей-офф выступить удачно минчанам не удалось. Вновь, как и шесть лет назад, соперником на первой стадии стал ярославский «Локомотив». Серия закончилась за пять матчей — 1:4. Также по ходу сезона, в декабре 2016 года, «Динамо» во второй раз приняло участие в Кубке Шпенглера. На групповом этапе сыграло 2 матча и набрало 3 очка, что позволило занять первое место в группе Каттини и выйти в полуфинал. Но там белорусский клуб уступил сборной Канады со счётом 2:3. Евгений Ковыршин попал в состав символической сборной Кубка Шпенглера 2016.
Несмотря на то, что у Вудкрофта был 3-летний контракт и клуб был готов продолжать сотрудничество, весной Крэйг покинул команду и возглавил швейцарский клуб «Женева-Серветт». Таким образом, перед сезоном 2017/18 года в минском «Динамо» вновь сменился главный тренер — им оказался очередной канадец Горди Дуайер. Согласно новой стратегии клуба его ассистентами должны были стать белорусские специалисты, поэтому помощниками назначили недавно завершивших игровую карьеру Константина Кольцова и Сергея Стася. С вратарями начал работать Андрей Кудин, должность тренера по физподготовке занял Геннадий Лянго. Ростер пришлось формировать с учётом финансовых трудностей, который возникли по окончании предыдущего сезона, поэтому состав команды ослаб. Ушли такие лидеры, как Бен Скривенс, Кевин Лаланд, Роман Граборенко, Мэтт Эллисон, Роб Клинкхаммер, Сергей Костицын, Фредрик Петтерссон, Аарон Палушай, Андрей Стась и Никита Комаров. Вместо них появились в основном молодые белорусы и четвёрка легионеров, никогда прежде не выступавшая в КХЛ: Юнас Энрот, Куинтон Хауден, Джастин Фонтейн и Джек Скилли. Некоторые из них здорово себя проявили: Энрот попал в состав сборной Швеции для участия в Олимпийских играх в Пхёнчхане и стал лучшим игроком сезона по мнению болельщиков, а Хауден занял второе место в списке лучших бомбардиров команды. Но в целом сезон для «Динамо» получился неудачным: команда финишировала на 10-м месте в конференции и не попала в плей-офф.
В сезоне 2024/25 минское «Динамо» показало свой лучший результат в 17-летней истории выступлений в КХЛ, белорусский клуб занял итоговое 8-е место. По результатам регулярного чемпионата «Динамо» замкнуло десятку лучших, но в плей-офф Кубка Гагарина команда прошла дальше магнитогорского «Металлурга» и екатеринбургского «Автомобилиста», которые набрали больше очков в регулярном сезоне, но вылетели в первом раунде. «Динамо» же обыграло ЦСКА и пробилось в четвертьфинал, где уступило в серии «Трактору» со счетом 1-4. Ранее минское «Динамо» дважды занимало 9-е место — в сезонах 2014/15 и 2016/17.

## Результаты выступления в КХЛ
И — количество проведённых игр, В — выигрыши в основное время, ВО — выигрыши в овертайме, ВБ — выигрыши в послематчевых буллитах, ПО — Проигралии в овертайме, ПБ — Проигралии в послематчевых буллитах, П — Проигралии в основное время, О — количество набранных очков, Ш — соотношение забитых и пропущенных голов, МК — место в конференции по результатам регулярного сезона, МЧ — место в общей таблице чемпионата по результатам регулярного сезона
| Сезон   | И   | В   | ВО | ВБ | ПБ | ПО | П   | О    | Ш         | МК | МЧ | Результаты серий с соперниками в плей-офф                                   | Результат в плей-офф                                                        |
| ------- | --- | --- | -- | -- | -- | -- | --- | ---- | --------- | -- | -- | --------------------------------------------------------------------------- | --------------------------------------------------------------------------- |
| 2008/09 | 56  | 12  | 1  | 2  | 5  | 2  | 34  | 49   | 124-197   | -  | 22 | В плей-офф не играли                                                        | В плей-офф не играли                                                        |
| 2009/10 | 56  | 17  | 1  | 5  | 2  | 0  | 31  | 65   | 139-164   | 11 | 17 | В плей-офф не играли                                                        | В плей-офф не играли                                                        |
| 2010/11 | 54  | 17  | 3  | 5  | 5  | 2  | 22  | 74   | 150-155   | 8  | 16 | 3-4 (Локомотив)                                                             | Проиграли в 1/8 финала                                                      |
| 2011/12 | 54  | 21  | 0  | 7  | 3  | 3  | 20  | 83   | 158-148   | 6  | 13 | 0-4 (Динамо М)                                                              | Проиграли в 1/8 финала                                                      |
| 2012/13 | 52  | 18  | 5  | 1  | 2  | 3  | 23  | 71   | 125-148   | 10 | 19 | В плей-офф не играли                                                        | В плей-офф не играли                                                        |
| 2013/14 | 54  | 13  | 1  | 3  | 4  | 2  | 31  | 53   | 102-161   | 14 | 26 | В плей-офф не играли                                                        | В плей-офф не играли                                                        |
| 2014/15 | 60  | 27  | 3  | 4  | 4  | 1  | 21  | 100  | 171-159   | 5  | 9  | 1-4 (Йокерит)                                                               | Проиграли в 1/8 финала                                                      |
| 2015/16 | 60  | 20  | 2  | 5  | 4  | 5  | 24  | 83   | 147-168   | 9  | 18 | В плей-офф не играли                                                        | В плей-офф не играли                                                        |
| 2016/17 | 60  | 27  | 3  | 7  | 2  | 2  | 19  | 105  | 171-150   | 5  | 8  | 1-4 (Локомотив)                                                             | Проиграли в 1/8 финала                                                      |
| 2017/18 | 56  | 20  | 1  | 4  | 1  | 2  | 28  | 73   | 112-129   | 10 | 20 | В плей-офф не играли                                                        | В плей-офф не играли                                                        |
| 2018/19 | 62  | 15  | 0  | 2  | 2  | 6  | 37  | 42   | 119-180   | 11 | 24 | В плей-офф не играли                                                        | В плей-офф не играли                                                        |
| 2019/20 | 62  | 11  | 2  | 1  | 5  | 6  | 37  | 39   | 135-232   | 12 | 24 | В плей-офф не играли                                                        | В плей-офф не играли                                                        |
| 2020/21 | 60  | 17  | 10 | 5  | 1  | 2  | 25  | 67   | 167-174   | 7  | 15 | 1-4 (СКА)                                                                   | Проиграли в 1/8 финала                                                      |
| 2021/22 | 47  | 18  | 4  | 1  | 4  | 4  | 16  | 67   | 138-144   | 8  | 13 | 0-4 (СКА)                                                                   | Проиграли в 1/8 финала                                                      |
| 2022/23 | 68  | 21  | 4  | 2  | 7  | 7  | 27  | 68   | 175-201   | 8  | 18 | 2-4 (СКА)                                                                   | Проиграли в 1/8 финала                                                      |
| 2023/24 | 68  | 26  | 5  | 1  | 2  | 3  | 31  | 69   | 180-178   | 8  | 16 | 2-4 (Динамо Москва)                                                         | Проиграли в 1/8 финала                                                      |
| 2024/25 | 68  | 36  | 2  | 1  | 4  | 4  | 21  | 86   | 206-161   | 4  | 10 | 4-2 (ЦСКА), 1-4 (Трактор)                                                   | Проиграли в 1/4 финала                                                      |
| Всего   | 869 | 298 | 33 | 49 | 49 | 45 | 395 | 1059 | 2177-2474 | —  |    | В плей-офф кубка Гагарина участвовали 9 раз. Счёт (победы/поражения): 15-38 | В плей-офф кубка Гагарина участвовали 9 раз. Счёт (победы/поражения): 15-38 |

## Достижения
Континентальная хоккейная лига
- Финалист Кубка Надежды КХЛ 2014

Чемпион БССР
- Чемпион (2): 1967/1968, 1969/1970
- Вице-чемпион: 1968/69
- Бронзовый призёр: 1950/1951

Чемпионат Беларуси
- Чемпион (5): 1993/94, 1994/95, 1995/96, 1999/2000, 2006/07
- Вице-чемпион (3): 1996, 1996/97, 2005/06
- Бронзовый призёр (2): 1997/98, 2007/08

Кубок Беларуси
- Обладатель (2): 2005, 2006

Международные
Международный предсезонный турнир памяти В. П. Чкалова
- Обладатель: 1989

Кубка Шпенглера
- Обладатель: 2009

Мемориал Руслана Салея
- Обладатель: 2014

## Руководство и тренерский штаб
- Председатель наблюдательного совета —  Дмитрий Басков
- Генеральный директор —  Артём Каркоцкий
- Главный тренер —  Дмитрий Квартальнов
- Тренер —  Андрей Мезин
- Тренер —  Александр Андриевский
- Тренер вратарей —  Дмитрий Журавский
- Тренер по ОФП —  Нормундс Силиньш

## Состав
Согласно данным КХЛ
| №          | Игрок              | Страна                    | Хват    | Дата рождения             | Рост    | Вес     |
| Вратари    | Вратари            | Вратари                   | Вратари | Вратари                   | Вратари | Вратари |
| ---------- | ------------------ | ------------------------- | ------- | ------------------------- | ------- | ------- |
| 22         | Егор Вельмакин     | Россия                    | Левый   | 8 апреля 2003 (22 года)   | 186 см  | 82 кг   |
| 39         | Андрей Тихомиров   | Россия                    | Левый   | 30 июня 1995 (30 лет)     | 189 см  | 100 кг  |
| 60         | Закари Фукале      | Канада                    | Левый   | 28 мая 1994 (31 год)      | 188 см  | 82 кг   |
| 94         | Василий Демченко   | Россия                    | Левый   | 16 марта 1994 (31 год)    | 185 см  | 75 кг   |
| Защитники  |                    |                           |         |                           |         |         |
| 18         | Кристиан Хенкель   | Беларусь                  | Левый   | 7 ноября 1995 (29 лет)    | 186 см  | 90 кг   |
| 5          | Роберт Хэмилтон    | Канада                    | Левый   | 1 января 1994 (31 год)    | 183 см  | 88 кг   |
| 3          | Павел Денисов      | Беларусь                  | Левый   | 17 мая 2001 (24 года)     | 183 см  | 84 кг   |
| 10         | Николас Мелош      | Канада                    | Правый  | 18 июля 1997 (28 лет)     | 190 см  | 96 кг   |
| 17         | Никита Жихарев     | Беларусь                  | Левый   | 19 июля 2004 (21 год)     | 180 см  | 84 кг   |
| 27         | Джош Брук          | Канада                    | Правый  | 17 июня 1999 (26 лет)     | 186 см  | 88 кг   |
| 33         | Брэди Лайл         | Канада                    | Правый  | 6 июня 1999 (26 лет)      | 191 см  | 98 кг   |
| 55         | Олег Сушко         | Беларусь                  | Правый  | 28 декабря 1997 (27 лет)  | 183 см  | 77 кг   |
| 61         | Ксавье Уэлле — А   | Канада                    | Левый   | 27 сентября 1993 (31 год) | 183 см  | 89 кг   |
| 63         | Константин Волочко | Беларусь                  | Правый  | 19 июня 2005 (20 лет)     | 184 см  | 72 кг   |
| 69         | Тимофей Ковгореня  | Беларусь                  | Правый  | 13 февраля 2003 (22 года) | 189 см  | 98 кг   |
| 79         | Джордан Гросс      | Соединённые Штаты Америки | Правый  | 9 мая 1995 (30 лет)       | 178 см  | 86 кг   |
| 89         | Дмитрий Коробов    | Беларусь                  | Левый   | 12 марта 1989 (36 лет)    | 189 см  | 110 кг  |
| Нападающие |                    |                           |         |                           |         |         |
| 7          | Сэм Энас           | Соединённые Штаты Америки | Левый   | 1 июля 1993 (32 года)     | 173 см  | 75 кг   |
| 9          | Даниил Липский     | Беларусь                  | Левый   | 29 ноября 2004 (20 лет)   | 187 см  | 81 кг   |
| 13         | Вадим Мороз        | Беларусь                  | Правый  | 20 ноября 2003 (21 год)   | 188 см  | 84 кг   |
| 19         | Диллон Дюбе        | Канада                    | Левый   | 20 июля 1998 (27 лет)     | 180 см  | 84 кг   |
| 23         | Андрей Стась — К   | Беларусь                  | Левый   | 18 октября 1988 (36 лет)  | 189 см  | 90 кг   |
| 26         | Даниил Сотишвили   | Беларусь                  | Левый   | 14 июля 2002 (23 года)    | 181 см  | 77 кг   |
| 34         | Сергей Кузнецов    | Беларусь                  | Правый  | 14 мая 2002 (23 года)     | 189 см  | 87 кг   |
| 58         | Николай Салыго     | Беларусь                  | Правый  | 5 октября 2005 (19 лет)   | 185 см  | 78 кг   |
| 64         | Степан Звягин      | Беларусь                  | Левый   | 16 апреля 2004 (21 год)   | 182 см  | 70 кг   |
| 67         | Егор Бориков       | Беларусь                  | Левый   | 28 августа 2005 (19 лет)  | 183 см  | 80 кг   |
| 71         | Крис Тирни         | Канада                    | Правый  | 1 июля 1994 (31 год)      | 185 см  | 91 кг   |
| 80         | Илья Усов          | Беларусь                  | Левый   | 3 августа 2001 (23 года)  | 185 см  | 83 кг   |
| 81         | Виталий Пинчук     | Беларусь                  | Левый   | 11 января 2002 (23 года)  | 187 см  | 84 кг   |
| 83         | Александр Волков   | Россия                    | Левый   | 2 августа 1997 (27 лет)   | 185 см  | 88 кг   |
| 87         | Вадим Шипачёв — А  | Россия                    | Левый   | 12 марта 1987 (38 лет)    | 184 см  | 86 кг   |
| 91         | Никита Пышкайло    | Беларусь                  | Правый  | 29 мая 2000 (25 лет)      | 177 см  | 76 кг   |
| 98         | Арсений Ковгореня  | Беларусь                  | Левый   | 13 мая 2005 (20 лет)      | 182 см  | 79 кг   |

## Арена
Домашние матчи чемпионата КХЛ «Динамо» проводит в спортивно-культурном сооружении «Арена» многофункционального культурно-спортивного комплекса «Минск-Арена». Спорткомплекс был построен в 2006—2009 годах, помимо спортивно-зрелищной арены вместимостью 15086 зрителей в его состав входят конькобежный стадион, велодром и многоуровневая автостоянка. Торжественное открытие хоккейной арены состоялось 30 января 2010 года в рамках Матча звёзд Континентальной хоккейной лиги.
«Минск-Арена» является второй по вместимости (15086 человек) домашней ареной среди команд КХЛ и пятой среди крытых арен Европы на которых постоянно проводятся хоккейные матчи. В 2014 году арена стала главной площадкой чемпионата мира по хоккею.

## Дочерние команды
В структуру хоккейного клуба «Динамо-Минск» входят четыре команды:
- «Юность-Минск» — фарм-клуб, выступающий в белорусской экстралиге.
- «Динамо-Молодечно» — фарм-клуб, основанный в 2014 году и представляющий динамовскую организацию в белорусской экстралиге.
- СДЮШОР «Динамо Джуниверс» — команда детской школы[16].
- «Динамо-Шинник» — фарм-клуб, выступающий в Молодёжной хоккейной лиге с 2022 года

## Символика
Летом 2009 года руководство клуба попыталось изменить эмблему и написание названия клуба, чтобы избежать отчислений за использование бренда, права на который принадлежат БФСО «Динамо». Вместо традиционной буквы «Д» в качестве логотипа было предложено использовать стилизованное изображение зубра. Так как права на название клуба как на русском («Динамо»), так и на белорусском («Дынама») языках принадлежали спортивному обществу, название было предложено изменить на «Дінамо». Против коверканья названия выступило БФСО «Динамо», поэтому в новый сезон минский клуб вступил с новым логотипом, но с прежним названием.
Символика клуба непродолжительное время наносилась на пивные банки минского госпредприятия ОАО «Криница» — в 2012 году было подписано соответствующее соглашение и пиво продавалось под брендом спортклуба.
«Выпуск брендового пива „Динамо-Минск“ станет ещё одним шагом в развитии маркетинговой политики клуба. На данный момент под маркой „Динамо“ уже выпускаются чипсы, пользующиеся значительной популярностью, планируется выпуск питьевой воды», — писало в 2012 году белорусское издание «Трибуна».
- История символики ХК «Динамо»
- 2003 — 2009
- июль — август 2009
- апрель 2010 — август 2016

## Все тренеры
Чемпионат СССР:
- Виталий Стаин (1976—1981)
- Юрий Очнев (1981—1982)
- Борис Косарев (1982—1985)
- Владимир Крикунов (1985—1991)
- Владимир Сафонов (1991—1992)

Чемпионат Беларуси:
- Юлиус Шуплер (июль 2003 — 2 ноября 2003)
- Владимир Меленчук (2 ноября 2003 — апрель 2004)
- Бранислав Шайбан (4 мая 2004 — 5 октября 2004)
- Александр Шумидуб (5 октября 2004 — 10 ноября 2004)
- Леонид Киселёв (10 ноября 2004 — 1 марта 2005)
- Александр Гаврилёнок (1 марта 2005 — июнь 2005)
- Любомир Покович (июнь 2005 — 18 января 2007)
- Эдуард Занковец (21 января 2007 — 31 мая 2007)
- Андрей Сидоренко (июль 2007 — апрель 2008)

КХЛ:
- Пол Гарднер (8 июня 2008 — 29 июля 2008)
- Джим Хьюз (1 августа 2008 — 15 октября 2008)
- Василий Спиридонов (15 октября 2008 — 23 марта 2009)
- Глен Хэнлон (23 марта 2009 — 21 октября 2009)
- Александр Андриевский (21 октября 2009 — 2 апреля 2010)
- Марек Сикора (2 апреля 2010 — 4 марта 2012)
- Кари Хейккиля (25 апреля 2012 — 12 октября 2012)
- Александр Андриевский (12 октября 2012 — 24 ноября 2013)
- Любомир Покович (24 ноября 2013 — 16 октября 2015)
- Крэйг Вудкрофт (с 28 апреля 2016 — 23 июня 2017)
- Горди Дуайер (с 30 июня 2017 — 9 ноября 2018)
- Андрей Сидоренко (11 ноября 2018 — 30 апреля 2019)
- Вудкрофт, Крэйг (14 июня 2019 — 30 апреля 2023)
- Дмитрий Квартальнов (11 апреля 2023—н. в.)

## Все капитаны в КХЛ
- Андрей Михалёв (2008—2009, 2011)
- Вилле Пелтонен (2009—2010)
- Йозеф Штумпел (2010)
- Ярослав Обшут (2011—2012)
- Владимир Денисов (2012, 2017—2018)
- Йере Каралахти (2012—2013)
- Джефф Платт (2013)
- Алексей Калюжный (2013—2016)
- Александр Павлович (2016—2017, 2018—2019)
- Андрей Костицын (2019—2020)
- Егор Шарангович (2020)
- Денис Мосалёв (2021)
- Алексей Емелин (2022)
- Брэндон Козун (2022—2023)
- Андрей Стась (2023—н. в.)